# Château de Thorey-Lyautey
Le château de Thorey-Lyautey est un château situé sur la commune de Thorey-Lyautey dans le département de Meurthe-et-Moselle. Il a appartenu au maréchal Lyautey et est depuis un musée consacré au Maréchal, la demeure possède également le label "Maison des Illustres".

## Historique
Le maréchal Lyautey fait construire le château entre 1920 et 1924 sur l'emplacement d'un pavillon de chasse qu'il avait hérité de sa tante et s'y installe en 1925. Il y mourut en 1934. La construction du château fait suite à l'incendie par les Allemands de la maison familiale des Lyautey à Crévic le 22 août 1914, peu avant la bataille de la trouée de Charmes, et à la décision du maréchal de ne pas reconstruire la demeure incendiée . La construction est confiée à Albert Laprade et Joachim Richard qui s'inspirent notamment du château de Barante, à côté de Thiers.  
Le château comprend notamment une grande bibliothèque, ainsi qu'une salle marocaine et une salle lorraine ornée des portraits des ducs. Un escalier monumental est construit par Lyautey pour accueillir une rampe achetée au château de Vandeléville.
Le château, ainsi que le parc avec ses statues font l’objet d’une inscription au titre des monuments historiques depuis le 7 juillet 1980. Un appel aux dons pour sa sauvegarde lancé par la Fondation du patrimoine en 2019 contribue aux travaux inaugurés à l'été 2022.